# Tabaota curiosa
Tabaota curiosa är en plattmaskart som beskrevs av Ernst Marcus 1950. Tabaota curiosa ingår i släktet Tabaota och familjen Nematoplanidae. Inga underarter finns listade i Catalogue of Life.